# Barruelo de Santullán
Barruelo de Santullán è un comune spagnolo di 1 641 abitanti situato nella comunità autonoma di Castiglia e León.